# Wohn- und Wirtschaftsgebäude Klenkendorf 21

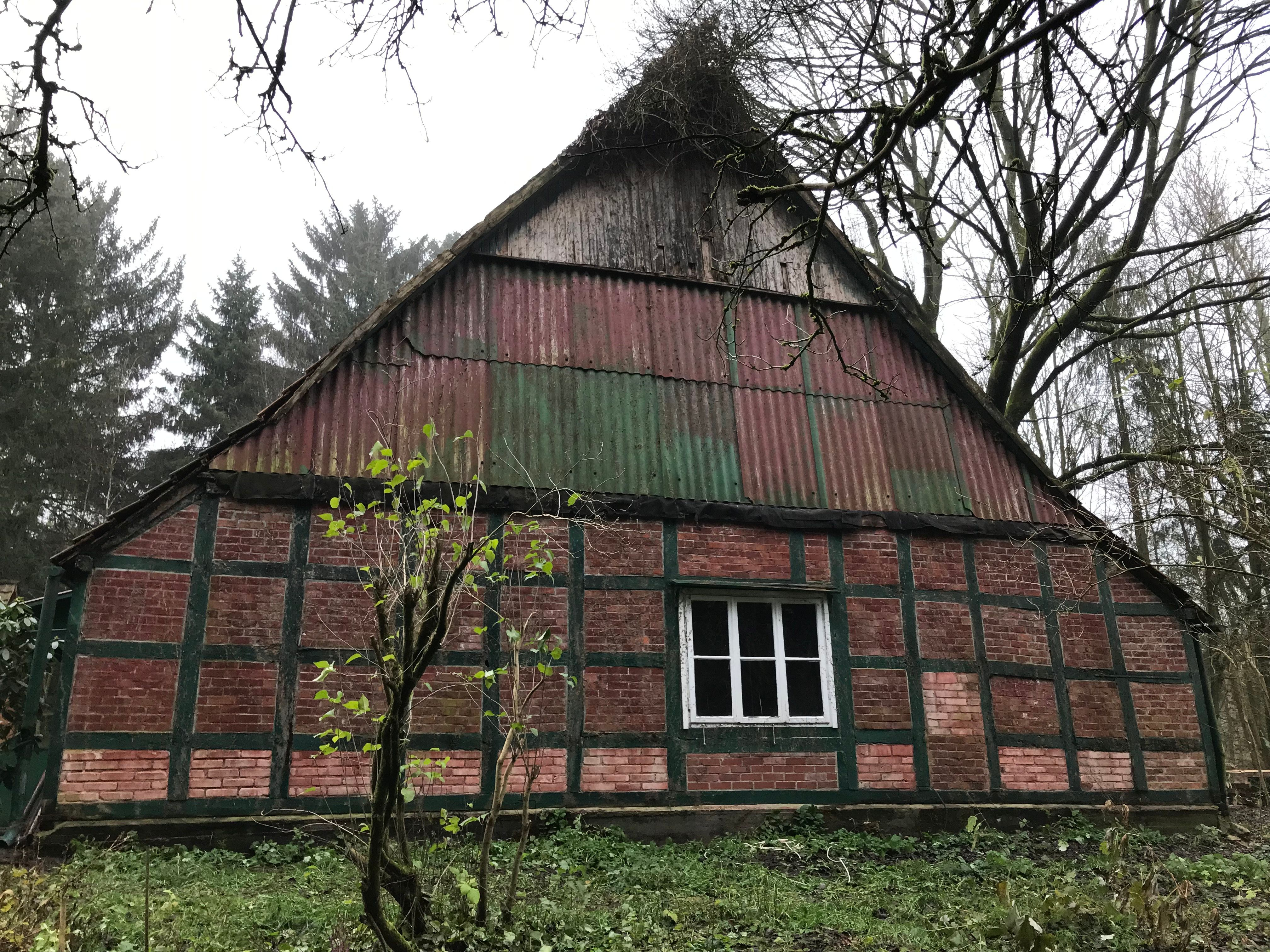
Südwestgiebel (2021)

Das Wohn- und Wirtschaftsgebäude Klenkendorf 21 in der niedersächsischen Gemeinde Gnarrenburg, Ortsteil Klenkendorf, wurde im 19. Jahrhundert gebaut. Aktuell (2025) wird es zum Wohnen genutzt.
Das Gebäude steht unter Denkmalschutz (siehe auch Liste der Baudenkmale in Gnarrenburg).

## Geschichte und Beschreibung
Klenkendorf wurde als Moorkolonie 1823 durch Jürgen Findorff (dem Neffen des Moorkommissars Jürgen Christian Findorff) gegründet. Es liegt sechs Kilometer nordöstlich des Kernortes Gnarrenburg und gehört zum Landkreis Rotenburg (Wümme). Zur Findorffsiedlung Klenkendorf gehörten 28 Siedlungsstellen südlich des Oste-Hamme-Kanals und mit diesem Haus acht erhaltene denkmalgeschützte Wohn- und Wirtschaftsgebäude (Nr. 5, 8, 15, 16, 21, 22, 24 und 26).  
Das eingeschossige traufständige Gebäude als Zweiständer-Hallenhaus in Fachwerk mit Steinausfachungen, ziegelgedecktem Sattel-/Walmdach, Uhlenloch, Ladeluke, senkrechter Verkleidung in den Giebeldreiecken und Grooter Door mit Korbbogen, wurde 1831 (Inschrift) an einem Stichweg gebaut. Um 1910 erfolgte ein größerer Umbau mit Vergrößerung der Fenster, Höherlegung der Schwelle und einer Dachneueindeckung.
Das Landesdenkmalamt befand u. a.: „… siedlungsgeschichtlichen Bedeutung, als Teil der Kulturlandschaft der Findorffschen Moorsiedlungen ….“